# Leela James
Leela James (* 26. Juni 1983 in Los Angeles) ist eine US-amerikanische Soulsängerin.

## Leben und Karriere
Zur Musik kam James über ihren Vater. Er hörte gerne Gospel, Blues oder auch Funk, u. a. Lieder von B. B. King, Marvin Gaye oder Al Green. James trat dem örtlichen Gospel-Kirchenchor bei. Mit elf Jahren absolvierte sie ihren ersten öffentlichen Auftritt. Ihre nächste Darbietung hatte sie bei einer Aufführung von „The Wizard of Oz“. Dort sang sie ein Lied im Off. Einer ihrer Lehrer hörte James singen und engagierte sie als Backgroundsängerin für seine Band.
James Hauptinteresse galt eigentlich dem Sport, doch eine Knieverletzung beendete ihre angestrebte Karriere als Läuferin.
Nachdem sie zwei Jahre lang in der dreiköpfigen Band gewesen war, strebte sie eine Solokarriere an. Ende der 1990er Jahre begann sie mit der Arbeit an ihrem Debütalbum.
2005 erschien Leela James' Debütalbum A Change Is Gonna Come. Bekannte Musiker wie Wyclef Jean, Raphael Saadiq und Kanye West halfen der Sängerin bei der Aufnahme des Albums, welches Elemente von Soul, R'n'B, Gospel und Blues enthält. Ihren Stil nennt sie Back Porch Soul. Ihre Stimme und Musik wird verglichen mit der von Aretha Franklin und Chaka Khan.

## Diskografie

### Alben
- A Change Is Gonna Come (2005)
- Let’s Do It Again (2009)
- My Soul (2010)
- Loving You More... (2012)
- Fall for You (2014)
- Did It for Love (2017)

### Singles
- Music (Mai 2005)
- Don’t Speak (2005)
- Good Time (2006)
- Fall for You (2014, US: Gold)[7]

### Auszeichnungen
- Nominierung für den Soul Train Music Award in der Kategorie Best R&B-soul or rap new artist für die Single „Music“